# کانال سلوا
در پی وجود اختلافات مرزی دهه ۷۰ میلادی و همچنین بالا گرفتن بحران میان قطر و کشورهای حاشیه خلیج فارس، دولت عربستان سعودی تصمیم به حفر کانال سلوا از خور العدید تا خلیج سلوا گرفت. با احداث این کانال کشور قطر عملاً از شبه جزیره به جزیره تبدیل خواهد شد.
انور قرقاش، وزیر امور خارجه امارات متحده عربی در این خصوص اعلام کرده که «سکوت دوحه در مورد پروژه کانال، نشانه‌ای از ترس و سردرگمی است.»
در تاریخ ۴ تیر ۱۳۹۷ مناقصه‌ای برای احداث این پروژه برگزار شد. مسیر آبی پیشنهاد شده ۲۰۰ متر پهنا داشته و ۲۰ متر عمق دارد. در این مسیر انواع کشتی‌ها با طول حداکثر ۲۹۵ متر و آبخور ۱۲ متر امکان تردد را خواهند داشت. برآورد اولیه این پروژه ۷۴۷ میلیون دلار تعیین شده و همانند کانال سوئز زمان اجرای آن ۱۲ ماه خواهد بود.
مسیر کانال سلوا حداقل ۱۰۰۰۰ و حداکثر ۵ کیلومتر تا مرز قطر فاصله خواهد داشت و نوار مرزی ایجاد شده در اختیار نیروهای نظامی و گارد ساحلی عربستان سعودی قرار خواهد گرفت.

## اهداف تجاری
کانال سلوا با ایجاد یک آبراهه جدید، اهدافی توریستی همچون گسترش استراحتگاه‌ها، هتل‌ها و سواحل اختصاصی را دنبال نموده و همچنین بنادری به همراه احتمالاً یک منطقه آزاد تجاری در طول مسیر احداث خواهد شد.
برخی کارشناسان پیشنهاد داده‌اند که برای جانمایی مسیر کانال از ذخیره‌گاه طبیعی خور العدید اجتناب شود. این منطقه توسط یونسکو به ثبت رسیده و با قطر مشترک است.